# Mistrovství Evropy v judu 1963
XIII. Mistrovství Evropy v judu za rok 1963 proběhlo v Ženevě, Švýcarsko ve dnech 10. až 11. května 1963.
Turnaj měl původně proběhnout v Lucembursku. Lucemburská vláda však nemohla zaručit udělení víz sportovcům z NDR a tak bylo konání mistrovství přesunuto do Švýcarska, země které nebyla členem NATO.

## Informace a program turnaje
- seznam účastníků

Judisté bojovali k.o. vyřazovacím způsobem. Judista, který v turnaji prohrál byl definitivně vyřazen. Poražení semifinalisté získali automaticky bronzovou medaili (3. místo).  
Judisté byli rozděleni na amatéry a profesionály. Statut judisty posuzoval jednotlivý národní judistický svaz. Zápasilo se ve dvou třídách amatérské a otevřené. V otevřené třídě mohli nastoupit vedle profesionálů i amatéři.
- PA – 10. 5. 1963 – junioři, soutěž družstev, kategorie bez rozdílu vah otevřené třídy
- SO – 11. 5. 1963 – váhové kategorie amatérské třídy a otevřené třídy, kategorie bez rozdílu vah amatérské třídy

## Československá stopa
Śéftrenér reprezentace: Václav Bříza.
Na mistrovství Evropy startovali za Československo 4 judisti:
- −68 kg: Jiří Klenot (*1943) z ASD Dukla Plzeň startoval v amatérské třídě
- −80 kg: Petr Jákl st. (*1941) z TJ Slavia VŠ Praha startoval v amatérské třídě
- +80 kg: Jindřich Kaděra (*1937) z TJ Baník Ostrava startoval v amatérské třídě
- BRV: Jindřich Kaděra (*1937) z TJ Baník Ostrava startoval v amatérské třídě
- BRV: Petr Jákl st. (*1941) z TJ Slavia VŠ Praha startoval v amatérské třídě
- jun. −80 kg: Petr Rychlý (*1945) z TJ Spartak Praha Sokolovo, obsadil 3. místo[3]

## Výsledky
| Muži       | Muži       | Zlato | Stříbro | Bronz | Bronz |
| Muži       | Muži       | Váhové kategorie | Váhové kategorie | Váhové kategorie | Váhové kategorie                                                                                           |
| ---------- | ---------- | --- | --- | --- | --- |
| −68 kg     | Amatérská: | André Bourreau (FRA) | Bruno Carmeni (ITA) | Jan Okroj (POL) | Gerhard Zotter (AUT)                                                                                       |
| −68 kg     | Otevřená:  | Aaron Bogoljubov (URS) | Richard Bowen (GBR)? Dennis Penfold (GBR)?                                                                                  | Robert Forestier (FRA)? Jean Robert (FRA)?                                                                                 | Robert Džgamadze (URS)                                                                                     |
| −80 kg     | Amatérská: | Jacques Le Berre (FRA) | Otto Smirat (GDR) | Peter Herrmann (FRG) | Stojan Stojaković (YUG)                                                                                    |
| −80 kg     | Otevřená:  | Jacques Noris (FRA) | George Kerr (GBR) | David Barnard (GBR) | Marcel Nottola (FRA)                                                                                       |
| +80 kg     | Amatérská: | Klaus Glahn (FRG) | Anzor Kibrocašvili (URS) | Boris Miščenko (URS) | Herbert Niemann (GDR)                                                                                      |
| +80 kg     | Otevřená:  | Anton Geesink (NED) | Willem Dadema (NED) | Douglas Young (GBR) | Armin Lindner (GDR)                                                                                        |
| Muži       | Muži       | Zlato | Stříbro | Bronz | Bronz |
| Muži       | Muži       | Kategorie bez rozdílu vah | | | |
| Amatérská: | Amatérská: | Karl Nitz (GDR) | Nicola Tempesta (ITA) | Georges Gress (FRA) | Anthony Sweeney (GBR)                                                                                      |
| Otevřená:  | Otevřená:  | Anton Geesink (NED) | Henk Warmerdam (NED) | Michel Yacoubovitch (FRA)                                                                                                  | Helmut Howiller (GDR)                                                                                      |
| Muži       | Muži       | Zlato | Stříbro | Bronz | Bronz |
| Muži       | Muži       | Soutěž družstev | | | |
|            |            | Sovětský svaz (URS) (Robert Džgamadze, Alfred Karaščuk, Anzor Kiknadze, Vladimir Pankratov, Heinrich Schultz, Oleg Stěpanov) | Západní Německo (FRG) (Wolfgang Ehler, Peter Herrmann, Kurt Leise, Ferdinand Miebach, Günter Monczyk, Matthias Schießleder) | Francie (FRA) (André Bourreau, Jean-Pierre Dessailly, Georges Gress, Lionel Grossain, Jacques Le Berre, Michel Lesturgeon) | Belgie (BEL) (Pierre Brouha, Marcel Clause, Henri Dewandeleer, Max Deweer, Désiré Durieux, Marcel Etienne) |
| Junioři    | Junioři    | Zlato | Stříbro | Bronz | Bronz |
| Junioři    | Junioři    | Váhové kategorie juniorů | | | |
| −68 kg     | −68 kg     | Harry van Twillert (NED) | Tournaire (SUI) | Hecquet (FRA) | ? |
| −80 kg     | −80 kg     | Jože Hauptman (YUG) | Heinrich Schroub (FRG) | Petr Rychlý (TCH) | ? |
| +80 kg     | +80 kg     | Claude Van Damme (BEL) | Radovan Krajnović (YUG) | Tjima van der Lubbe (NED)                                                                                                  | ? |